# Mosor
Mosor är en ås i Kroatien.   Den ligger i länet Dalmatien, i den södra delen av landet, 260 km söder om huvudstaden Zagreb. 